# Gare de Voulpaix
La gare de Voulpaix était une gare ferroviaire française de la ligne de Romery à Liart, située sur la commune française de Voulpaix dans le département de l'Aisne. 
Elle est construite sur la première section, ouverte en 1912, de la ligne de Romery à Liart, sa fermeture a lieu en 1951 lors de l'arrêt du trafic.

## Situation ferroviaire
La gare de Voulpaix était située au point kilométrique (PK) 5,775 de la ligne de Romery à Liart, sur la section  gare de Vervins - gare de Wiège-Faty-Romery, entre l'arrêt de Cambron et la gare de La Vallée-aux-Bleds.

## Histoire

### Ferroviaire
La Compagnie des chemins de fer départementaux de l'Aisne (CDA), ayant obtenu la concession des 55 km de la ligne Wiège-Faty-Romery - Liart, elle crée une ligne de chemin de fer à voie unique et écartement métrique en procédant par sections. La première, longue de 19 km, de Vervins à Wiège-Faty-Romery, desservant le village de Voulpaix, est ouverte en 1912. Le bâtiment voyageur (BV) est construit suivant un plan utilisé pour d'autres gares de ligne, comme les gares de la Vallée-au-Bleds et de Wiège-Faty-Romery.
Le train fait une halte à la gare, cet arrêt permettait aussi d'alimenter en charbon la papeterie voisine de la gare. Après la Première Guerre mondiale, la voie métrique est aménagée pour devenir une voie normale. En 1935, la gare faisait partie de la ligne de Romery à Vervins à la suite de la fermeture cette année-là de la partie allant de Vervins à Liart. En 1951, avec la concurrence de la route et des camions. La ligne de Romery à Vervins ferme définitivement.

### Après la fermeture
À la fermeture de la ligne en 1951, la gare ferme, la municipalité la loue, pour installer la mairie, et signe une promesse d'achat. À partir de 1954, la gare devient la mairie de Voulpaix toujours en location jusqu'en 1960, année où la commune l'achète. Lors de la construction d'une salle des fêtes au début des années 1970, la municipalité décide de déménager la mairie pour l'installer dans de nouveaux locaux construits en annexe de cette salle. En 1975, la mairie déménage et décide de vendre la gare.

## La gare aujourd'hui
La gare n'a finalement pas été vendue, elle appartient toujours à la commune mais les bâtiments sont loués à un particulier pour en faire un domicile.